# Nadia Davy
Nadia Davy, jamajška atletinja, * 24. december 1980, Jamajka.
Nastopila je na olimpijskih igrah leta 2004 ter osvojila bronasto medaljo v štafeti 4×400 m, v teku na 400 m pa je izpadla v prvem krogu.